# Oriharonjärvi
Oriharonjärvi är en sjö i kommunen Kärkölä i landskapet Päijänne-Tavastland i Finland. Sjön ligger 85,6 meter över havet. Arean är 47 hektar och strandlinjen är 5,04 kilometer lång. Sjön  ingår i Kumo älvs huvudavrinningsområde.   Den ligger omkring 28 km väster om Lahtis och omkring 80 km norr om Helsingfors. 